# Hungerford
Hungerford è un paese di 5 559 abitanti della contea del Berkshire, in Inghilterra.
Il 19 agosto del 1987 un uomo di nome Micheal Ryan uccise 16 persone, tra cui sua madre, e ne ferì 15, dopodiché si suicidò.

## Amministrazione

### Gemellaggi
- Ligueil, Francia